# Parafia Świętych Apostołów Piotra i Pawła w Kamieńsku
Parafia Świętych Apostołów Piotra i Pawła w Kamieńsku – parafia rzymskokatolicka w Kamieńsku. Należy do dekanatu Gorzkowice archidiecezji częstochowskiej. Została utworzona przed 1291 rokiem. Kościół parafialny został zbudowany w latach 1899–1904 staraniem ks. Ignacego Jankowskiego.

## Historia
W końcu XIII wieku istniała w Kamieńsku parafia, jak podają źródła, obejmująca już wówczas znaczny obszar. W XIV wieku wynosił 171,6 km², a liczba parafian 432 osoby. Z parafii w Kamieńsku pod wezwaniem św. Apostołów Piotra i Pawła na początku XIV w. została wydzielona parafia w Gorzkowicach, a potem w Woli Grzymalinej. 
W XVI w. do parafii w Kamieńsku należeli wierni z 15 wiosek: Chrzanowice, Kletnia, Czyżów, Gałkowice, Gorzędów, Łękińsko, Ochocice, Pirowy, Pytowice, Ruszczyn, Wola Czyżowska, Słostowice. W 1779 r. zaszły drobne zmiany, odeszły wsie: Czyżów, Łękińsko, Pirowy, Wola Czyżowska, a przybyły: Kocierzowy, Koźniewice, Ściegny.
W 1865 r. do parafii należeli wierni z miasta Kamieńsk i wsi: Barczkowice, Chrzanowice, Gorzędów, Danielów, Aleksandrów, Kletnia, Koźniewice, Kocierzowy, Gałkowice z koloniami, Ochocice, Pytowice, Ruszczyn, Słostowice, Szpinalów, Ściegny, Pustkowie (Ozga, Piła Ruszczyńska, Młyny Sieradczyzna, Pirowy, Gertrudów, Kurzymąka, Rudnizna).
W skład parafii wchodzili również wierni z Gomunic, ale po wybudowaniu kościoła w 1919 r. została wydzielona odrębna parafia wydzielona z parafii Kamieński Dobryszyce. W 1925 r. w taki sam sposób powstała parafia Łękińsko. W 1978 r. z parafii Kamieńsk wydzielono parafię w Gorzędowie, a w 1983 r. w Chrzanowicach.
W 2004 r. do parafii należeli mieszkańcy następujących miejscowości: Aleksandrów – 4 km, Barczkowice – 1 km, Chruścin – 3 km, Danielów – 5 km, Gałkowice Nowe – 6 km, Gałkowice Stare – 8 km, Huby Ruszczyńskie – 7 km, Ochocice – 2 km, Ozga – 6 km, Podjezioro – 6 km, Pytowice – 4 km, Szpinalów – 3 km, Ściegny – 1 km, Włodzimierz – 7 km.
Parafia Kamieńsk od 1925 r. przynależy do diecezji częstochowskiej. Na początku XX wieku parafia liczyła 3070 wiernych.
Dotychczasowi proboszczowie:
- 1878–1919 – ks. Ignacy Jankowski
- 1925–1930 – ks. Bartłomiej Michalski
- 1930–1935 – ks. prałat Bolesław Korwin Szymanowski
- 1935–1952 – ks. Tomasz Opasewicz
- 1952–1966 – ks. Piotr Sobański
- 1966–1987 – ks. Stanisław Nejman
- 1987–2010 – ks. Eugeniusz Kołodziejczyk
- od 2010 – ks. Mieczysław Roman Wach

Z parafii pochodził m.in. biskup Stanisław Zdzitowiecki, ordynariusz kujawsko-kaliski (prezb. 1877, ep. 1902).